# 陆小波故居及墓
陆小波故居及墓位于中国江苏省镇江市，为近代镇江民族实业家、工商界知名人士陆小波的故居及墓葬。

## 陆小波故居
陆小波故居位于润州区中华路打索街68号，坐东北朝西南，占地面积720平方米，建筑面积640平方米，为清代传统民居建筑，分大门、二门、正厅和后楼四进，面阔三间、进深七檩，其中后楼为起居室，前有东西厢楼，呈“凹”字形，最北附生活厢房。东部有小巷一条，内有水井一眼。2007年12月其后人将故居赠与镇江市政府，2008年7月-12月修缮，2009年5月作为纪念馆对外开放。

## 陆小波墓
陆小波墓位于丹徒区高资夹山村后头山，为陆小波与其妻吴氏合葬墓，坐北朝南，底径约3米，高约1.8米。